# Alexandre Müller
Alexandre Müller (* 1. Februar 1997 in Poissy) ist ein französischer Tennisspieler.

## Karriere
Alexandre Müller spielte zu Beginn seiner Karriere fast ausschließlich Turniere auf der drittklassigen ITF Future Tour. Ab 2017 trat er auch regelmäßig bei Turnieren auf der ATP Challenger Tour an. Zu seiner Grand-Slam-Premiere kam er ebenfalls 2017, als er bei den French Open eine Wildcard für das Einzelfeld erhielt. In der ersten Runde traf er dabei auf den Brasilianer Thiago Monteiro, dem er sich nach über dreieinhalb Stunden in fünf Sätzen geschlagen geben musste. Im Juli 2017 erreichte Müller mit dem 302. Rang sein bis dahin bestes Ergebnis in der Weltrangliste.
Bis Ende 2018 konnte Müller sechs Einzelturniere auf der Future-Tour gewinnen und stand bei 13 weiteren Turnieren im Finale. Erstmals erfolgreich für ein Grand-Slam-Turnier qualifizierte er sich 2019 bei den French Open. Er verlor zwar in der ersten Runde in drei Sätzen gegen Roberto Carballés Baena, konnte sich dadurch aber erstmals in den Top 300 der Weltrangliste platzieren. Im September 2019 stand Müller in Glasgow erstmals im Finale eines Challenger-Turniers, das er in zwei Sätzen gegen Emil Ruusuvuori verlor. Im November gewann er hingegen ein weiteres Future-Turnier, das insgesamt siebte seiner Karriere.
Nach einem eher durchwachsenen Jahr 2020 ohne Finalteilnahmen nahm Müller als Lucky Loser an den Australian Open 2021 teil, wo er in der ersten Runde nach verlorenem ersten Satz in vier Sätzen gegen Juan Ignacio Londero gewann und somit seinen ersten Sieg bei einem Grand-Slam-Turnier feiern konnte. In der zweiten Runde unterlag er in drei Sätzen dann Diego Schwartzman. Im Januar 2025 konnte er seinen ersten ATP-Titel gewinnen, im Finale von Hongkong setze er sich in drei Sätzen gegen Kei Nishikori durch.

## Erfolge
| Legende (Anzahl der Siege) |
| Grand Slam                 |
| ATP Tour Finals            |
| ATP Tour Masters 1000      |
| ATP Tour 500               |
| ATP Tour 250 (1)           |
| ATP Challenger Tour (5)    |

### Einzel

#### Turniersiege

##### ATP Tour
| Nr. | Datum          | Turnier  | Belag     | Finalgegner   | Ergebnis      |
| --- | -------------- | -------- | --------- | ------------- | ------------- |
| 1.  | 5. Januar 2025 | Hongkong | Hartplatz | Kei Nishikori | 2:6, 6:1, 6:3 |

##### ATP Challenger Tour
| Nr. | Datum          | Turnier    | Belag | Finalgegner          | Ergebnis       |
| --- | -------------- | ---------- | ----- | -------------------- | -------------- |
| 1.  | 19. Juni 2022  | Blois      | Sand  | Nikola Milojević     | 7:63, 6:1      |
| 2.  | 24. Juni 2023  | Parma      | Sand  | Francesco Maestrelli | 6:1, 6:4       |
| 3.  | 4. August 2024 | San Marino | Sand  | Tseng Chun-hsin      | 6:3, 4:6, 7:63 |

#### Finalteilnahmen
| Nr. | Datum            | Turnier        | Belag | Finalgegner             | Ergebnis       |
| --- | ---------------- | -------------- | ----- | ----------------------- | -------------- |
| 1.  | 9. April 2023    | Marrakesch     | Sand  | Roberto Carballés Baena | 6:4, 6:73, 2:6 |
| 2.  | 25. Februar 2025 | Rio de Janeiro | Sand  | Sebastián Báez          | 2:6, 3:6       |

### Doppel

#### Turniersiege
| Nr. | Datum         | Turnier | Belag | Partner              | Finalgegner                      | Ergebnis          |
| --- | ------------- | ------- | ----- | -------------------- | -------------------------------- | ----------------- |
| 1.  | 23. Juni 2019 | Blois   | Sand  | Corentin Denolly     | Sergio Galdós Andreas Siljeström | 7:5, 6:75, [10:6] |
| 2.  | 9. April 2022 | Sanremo | Sand  | Geoffrey Blancaneaux | Flavio Cobolli Matteo Gigante    | 4:6, 6:3, [11:9]  |